# Денят на смахнатия
„Денят на смахнатия“ (на полски: Dzień świra) е полски филм от 2002 година, трагикомедия на режисьора Марек Котерски по негов собствен сценарий.

## Сюжет
Внимание:  Текстът по-долу разкрива сюжета на произведението (или части от него)!
Флмът разказва за Адаш Мялчински, 49-годишен разведен учител по полски език, живеещ в кръга си от обсесивно-компулсивно разстройство, неспособен да се измъкне от скуката и рутината на ежедневието.

## Актьорски състав
- Марек Кондрат – Адаш Мялчински
- Пьотър Махалица – психоаналитик
- Янина Трачиковна – майка на Адаш
- Йоанна Шенкевич – миналотна съпруга на Адаш
- Анджей Грабовски – Рончка, нахален съсед на Адаш
- Михал Котерски – Силвуш, син на Адаш
- Моника Доннер-Трелинска – Еля, любов на Адаш
- Хенрик Голембьовски – железнопътен работник
- Томаш Саприк – политик
- Александер Беднаж – съсед, който все силно слуша музика на Шопен
- Анна Пшибилска – полицай, съсед на Адаш
- Цезари Жак – дентист

## Награди
- 2003 г., Орел, в категория Най-добра Главна мъжка Роля, за Марек Кондрат
- 2003 г., Орел, в категория Най-добър Сценарий, за Марек Котерски
- 2003 г., Златни Лъвовете за Марек Котерски
- 2003 г., Индивидуална Награда за Мъжка Роля, за Марек Кондрат
- 2003 г., Индивидуална Награда за Звук, за Мария Хиларецка
- 2003 г., Специална Награда на Асоциацията на Полските Филмови Дейци
- 2003 г., Златни Патици, в категория Най-добър Полски актьиор, за Марек Котерски
- 2007 г., Златни Патици, в категория Най-добра Шега

## Номинации
- 2003 г., Орел, в категория Най-добър Филм, за Марек Кондрат
- 2003 г., Орел, в категория Актьор в Поддържаща Роля, за Янина Трачиковна
- 2003 г., Орел, в категория Най-добра Режисерия, за Марек Котерски
- 2003 г., Орел, в категория Най-добра Музика, за Йежи Сатановски
- 2003 г., Орел, в категория Най-добри Костюми, за Ева Кравзе
- 2003 г., Орел, в категория Най-добър Монтаж, за Ева Смал